# آندری پتوخوف
آندری پتوخوف (انگلیسی: Andriy Petukhov؛ زادهٔ ۱ ژانویهٔ ۱۹۷۱) ورزشکار بابسلد اهل اوکراین است.

## حرفه
وی همچنین از ورزشکاران بابسلد در بازی‌های المپیک زمستانی ۱۹۹۴ بوده‌است.